# 대전원신흥초등학교 복용분교
대전원신흥초등학교 복용분교(大田元新興初等學校 伏龍分校)는 대전광역시 유성구에 있는 공립 초등학교이다.

## 연혁
- 2022년 3월 1일 : 이전한 옛 유성중학교 교사에서 대전원신흥초등학교 복용분교로 임시 개교[1]
- 2024년 3월 1일 : 대전복용초등학교로 정식 개교 및 일시 휴교
- 2025년 3월 1일 : 도안 갑천지구 친수구역 학생 수용을 위해 재개교[2]